# Municipio de Davidson (Carolina del Norte)
El municipio de Davidson (en inglés: Davidson Township) es un municipio ubicado en el  condado de Iredell en el estado estadounidense de Carolina del Norte. En el año 2010 tenía una población de 32.786 habitantes.

## Geografía
El municipio de Davidson se encuentra ubicado en las coordenadas 35°33′50.49″N 80°53′22.27″O / 35.5640250, -80.8895194.